# Salacca wallichiana
Salacca wallichiana là loài thực vật có hoa thuộc họ Arecaceae. Loài này được Mart. miêu tả khoa học đầu tiên năm 1838.
Loài này mọc ở Malaysia, Thái Lan, Myanmar, và Sumatra.
Quả loài này ở Việt Nam thường gọi là quả mây Thái.

## Hình ảnh

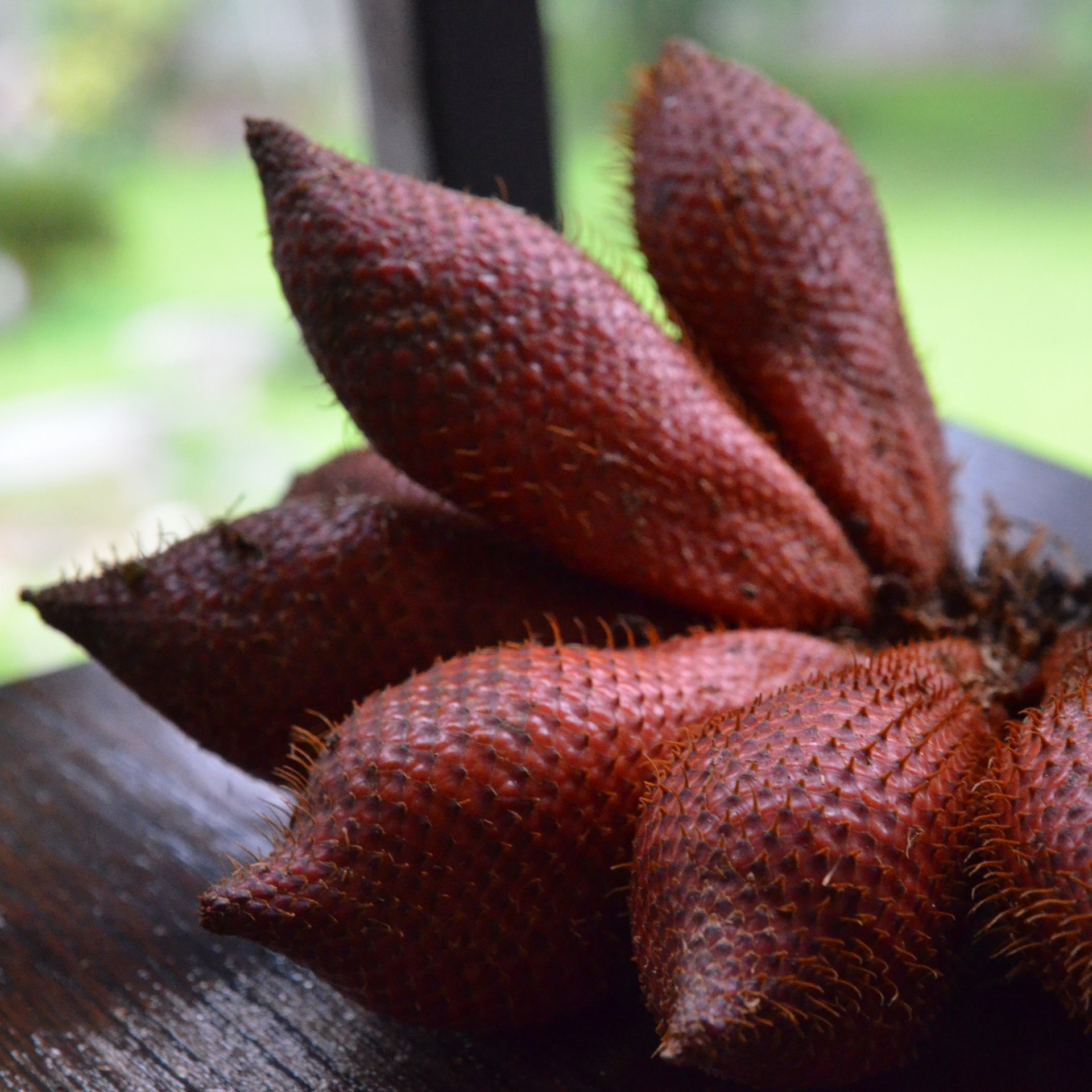
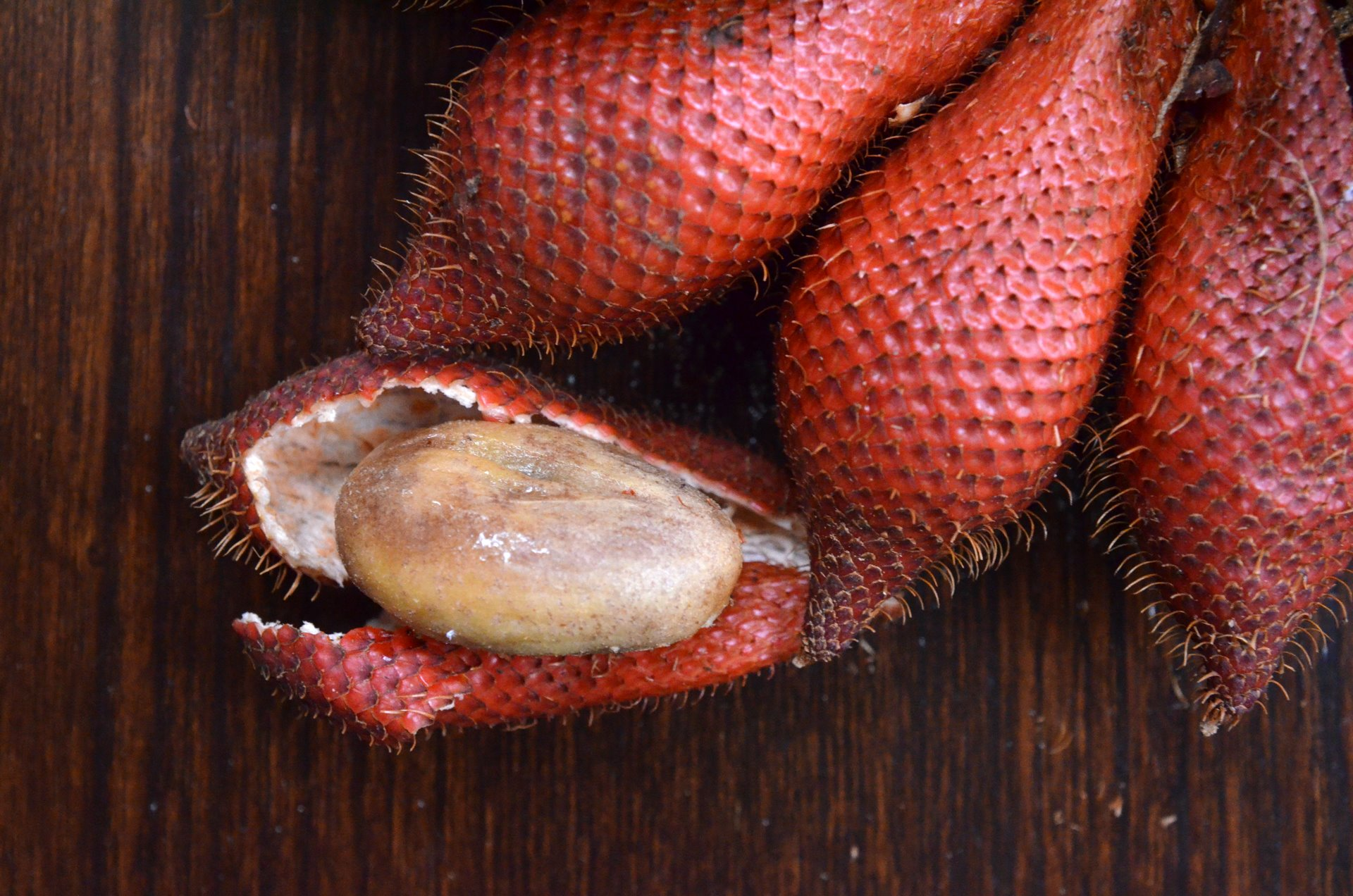
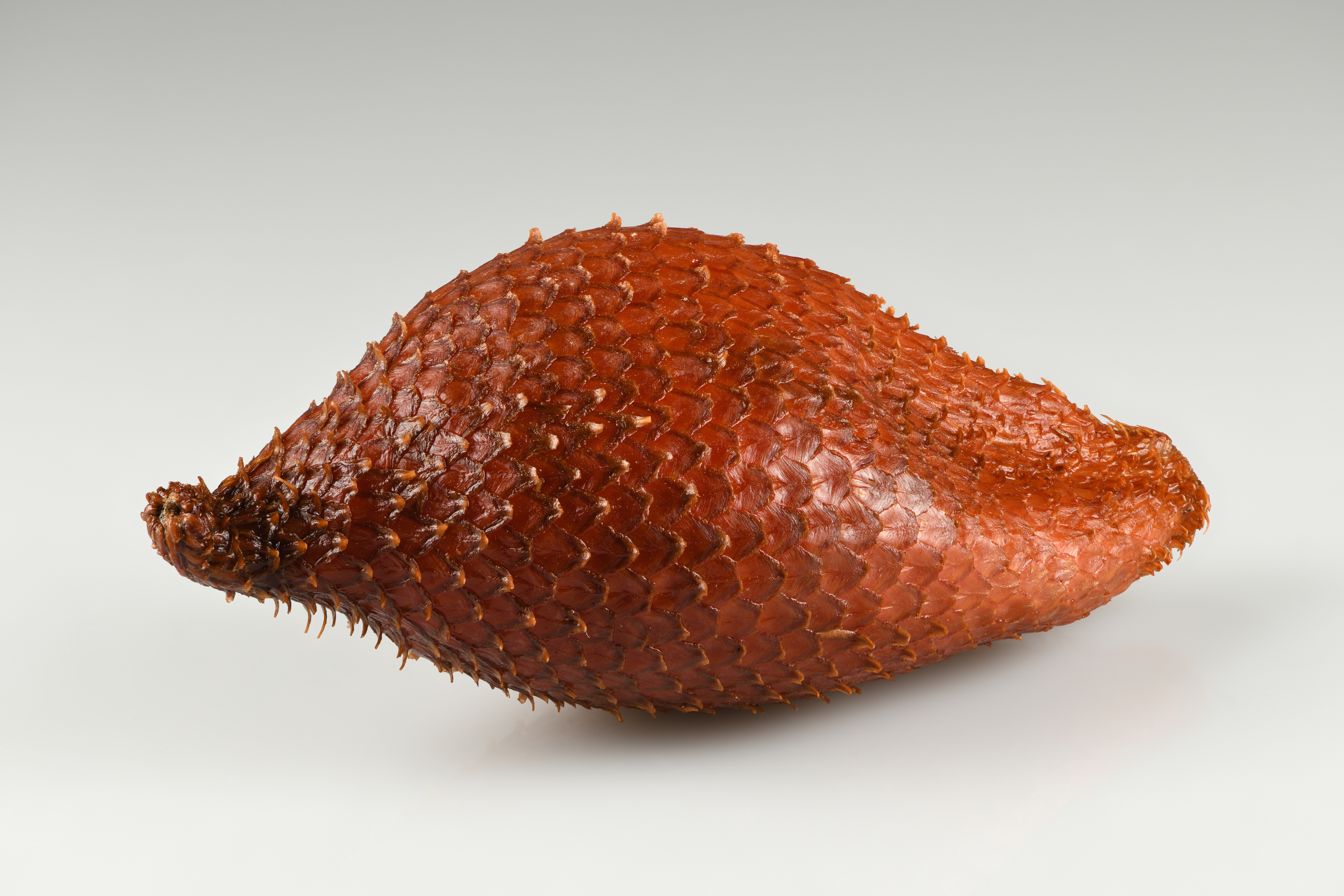